# Tour de Pékin 2013
La 3e édition du Tour de Pékin s'est déroulée du 11 au 15 octobre 2013. Il s'agit de la dernière épreuve de cyclisme de l'UCI World Tour 2013.

## Présentation

### Parcours

#### 1reétape
Vendredi 11 octobre : Shunyi - Huairou Studio City (190,5 km)
Étape de plaine.

#### 2eétape
Samedi 12 octobre : Huairou Studio City - Yanqing (201,5 km)
Étape au profil légèrement accidenté avec une montée de 3e catégorie en début d'étape puis 3 montées de 2e catégorie dont la dernière à 51 km de l'arrivée.

#### 3eétape
Dimanche 13 octobre : Yanqing - Qiandiajian (176 km)
Étape accidentée avec 7 montées répertoriées.

#### 4eétape
Lundi 14 octobre : Yanqing - Mentougou Miaofeng Moutain (Montagneuse 150,5 km)
L'étape reine qui se termine par la montée de Mentougou Miaofeng qui offre une pente de 12,6 km à 5,7 % de pente moyenne.

#### 5eétape
Mardi 15 octobre : Tian an men Square - Bird's Nest Piazza (Plaine 117 km)
Ultime étape sans difficulté majeure.

### Équipes
| Nom de l'équipe         | Pays        | Code |
| ----------------------- | ----------- | ---- |
| AG2R La Mondiale        | France      | ALM  |
| Argos-Shimano           | Pays-Bas    | ARG  |
| Astana                  | Kazakhstan  | AST  |
| Belkin                  | Pays-Bas    | BEL  |
| BMC Racing              | États-Unis  | BMC  |
| Cannondale              | Italie      | CAN  |
| Euskaltel Euskadi       | Espagne     | EUS  |
| FDJ.fr                  | France      | FDJ  |
| Garmin-Sharp            | États-Unis  | GRS  |
| Katusha                 | Russie      | KAT  |
| Lampre-Merida           | Italie      | LAM  |
| Lotto-Belisol           | Belgique    | LTB  |
| Movistar                | Espagne     | MOV  |
| Omega Pharma-Quick Step | Belgique    | OPQ  |
| Orica-GreenEDGE         | Australie   | OGE  |
| RadioShack-Leopard      | Luxembourg  | RLT  |
| Saxo-Tinkoff            | Danemark    | TST  |
| Sky                     | Royaume-Uni | SKY  |
| Vacansoleil-DCM         | Pays-Bas    | VCD  |

| Nom de l'équipe | Pays  | Code |
| --------------- | ----- | ---- |
| Champion System | Chine | CSS  |

## Étapes
| Étape     | Date    | Villes étapes                                                | type                      | Distance (km) | Vainqueur d'étape | Leader du classement général |
| --------- | ------- | ------------------------------------------------------------ | ------------------------- | ------------- | ----------------- | ---------------------------- |
| 1re étape | 11 oct. | district de Shunyi – district de Huairou                     | étape vallonnée           | 190,5         | Thor Hushovd      | Thor Hushovd                 |
| 2e étape  | 12 oct. | district de Huairou – Xian de Yanqing                        | étape de moyenne montagne | 201,5         | Nacer Bouhanni    | Nacer Bouhanni               |
| 3e étape  | 13 oct. | Xian de Yanqing – Qianjiandian                               | étape de moyenne montagne | 176           | Nacer Bouhanni    | Nacer Bouhanni               |
| 4e étape  | 14 oct. | Xian de Yanqing – Miaofengshan Town                          | étape de montagne         | 150,5         | Beñat Intxausti   | Beñat Intxausti              |
| 5e étape  | 15 oct. | parc aquatique olympique de Shunyi – stade national de Pékin | étape de plaine           | 117           | Luka Mezgec       | Beñat Intxausti              |

## Déroulement de la course

### 1reétape
|    | Coureur             | Équipe                  |    | Temps           |
| -- | ------------------- | ----------------------- | -- | --------------- |
| 1  | Thor Hushovd        | BMC Racing              | en | 4 h 20 min 34 s |
| 2  | Luka Mezgec         | Argos-Shimano           | +  | m.t             |
| 3  | Nikolas Maes        | Omega Pharma-Quick Step |    | m.t             |
| 4  | Alessandro Petacchi | Omega Pharma-Quick Step |    | m.t             |
| 5  | Michael Matthews    | Orica-GreenEDGE         |    | m.t             |
| 6  | Enrique Sanz        | Movistar                |    | m.t             |
| 7  | Rüdiger Selig       | Katusha                 |    | m.t             |
| 8  | Nacer Bouhanni      | FDJ.fr                  |    | m.t             |
| 9  | Jonas Van Genechten | Lotto-Belisol           |    | m.t             |
| 10 | Roberto Ferrari     | Lampre-Merida           |    | m.t             |

|    | Coureur             | Équipe                  |    | Temps           |
| -- | ------------------- | ----------------------- | -- | --------------- |
| 1  | Thor Hushovd        | BMC Racing              | en | 4 h 20 min 34 s |
| 2  | Willem Wauters      | Vacansoleil-DCM         | +  | 3 s             |
| 3  | Luka Mezgec         | Argos-Shimano           |    | 4 s             |
| 4  | Nikolas Maes        | Omega Pharma-Quick Step |    | 6 s             |
| 5  | Ryota Nishizono     | Champion System         |    | 9 s             |
| 6  | Alessandro Petacchi | Omega Pharma-Quick Step |    | 10 s            |
| 7  | Michael Matthews    | Orica-GreenEDGE         |    | 10 s            |
| 8  | Enrique Sanz        | Movistar                |    | 10 s            |
| 9  | Rüdiger Selig       | Katusha                 |    | 10 s            |
| 10 | Nacer Bouhanni      | FDJ.fr                  |    | 10 s            |

### 2eétape
|    | Coureur             | Équipe                  |    | Temps           |
| -- | ------------------- | ----------------------- | -- | --------------- |
| 1  | Nacer Bouhanni      | FDJ.fr                  | en | 4 h 59 min 49 s |
| 2  | Roberto Ferrari     | Lampre-Merida           | +  | m.t.            |
| 3  | Mitchell Docker     | Orica-GreenEDGE         |    | m.t.            |
| 4  | Matti Breschel      | Saxo-Tinkoff            |    | m.t.            |
| 5  | Alessandro Petacchi | Omega Pharma-Quick Step |    | m.t.            |
| 6  | Barry Markus        | Vacansoleil-DCM         |    | m.t.            |
| 7  | Jonas Van Genechten | Lotto-Belisol           |    | m.t.            |
| 8  | Steele Von Hoff     | Garmin Sharp            |    | m.t.            |
| 9  | Luka Mezgec         | Argos-Shimano           |    | m.t.            |
| 10 | Elia Viviani        | Cannondale              |    | m.t.            |

|    | Coureur         | Équipe                  |    | Temps           |
| -- | --------------- | ----------------------- | -- | --------------- |
| 1  | Nacer Bouhanni  | FDJ.fr                  | en | 9 h 20 min 30 s |
| 2  | Thor Hushovd    | BMC Racing              | +  | 0 s             |
| 3  | Maxime Bouet    | AG2R La Mondiale        |    | 1 s             |
| 4  | Willem Wauters  | Vacansoleil-DCM         |    | 3 s             |
| 5  | Luka Mezgec     | Argos-Shimano           |    | 4 s             |
| 6  | Roberto Ferrari | Lampre-Merida           |    | 4 s             |
| 7  | Chad Beyer      | Champion System         |    | 4 s             |
| 8  | Nikolas Maes    | Omega Pharma-Quick Step |    | 6 s             |
| 9  | Mitchell Docker | Orica-GreenEDGE         |    | 6 s             |
| 10 | Olivier Kaisen  | Lotto-Belisol           |    | 7 s             |

### 3eétape
|    | Coureur            | Équipe           |    | Temps           |
| -- | ------------------ | ---------------- | -- | --------------- |
| 1  | Nacer Bouhanni     | FDJ.fr           | en | 4 h 08 min 15 s |
| 2  | Michael Matthews   | Orica-GreenEDGE  | +  | m.t.            |
| 3  | Alexey Tsatevitch  | Katusha          |    | m.t.            |
| 4  | Elia Viviani       | Cannondale       |    | m.t.            |
| 5  | Martin Kohler      | BMC Racing       |    | m.t.            |
| 6  | Borut Božič        | Astana           |    | m.t.            |
| 7  | Tosh Van der Sande | Lotto-Belisol    |    | m.t.            |
| 8  | Jesús Herrada      | Movistar         |    | m.t.            |
| 9  | Romain Bardet      | AG2R La Mondiale |    | m.t.            |
| 10 | Matti Breschel     | Saxo-Tinkoff     |    | m.t.            |

|    | Coureur             | Équipe                  |    | Temps            |
| -- | ------------------- | ----------------------- | -- | ---------------- |
| 1  | Nacer Bouhanni      | FDJ.fr                  | en | 13 h 28 min 18 s |
| 2  | Michael Matthews    | Orica-GreenEDGE         | +  | 11 s             |
| 3  | Maxime Bouet        | AG2R La Mondiale        |    | 11 s             |
| 4  | Alexey Tsatevitch   | Katusha                 |    | 16 s             |
| 5  | Nikolas Maes        | Omega Pharma-Quick Step |    | 16 s             |
| 6  | Matti Breschel      | Saxo-Tinkoff            |    | 18 s             |
| 7  | Rui Costa           | Movistar                |    | 19 s             |
| 8  | Beñat Intxausti     | Movistar                |    | 19 s             |
| 9  | Ryota Nishizono     | Champion System         |    | 19 s             |
| 10 | Alessandro Petacchi | Omega Pharma-Quick Step |    | 20 s             |

### 4eétape
|    | Coureur            | Équipe                  |    | Temps           |
| -- | ------------------ | ----------------------- | -- | --------------- |
| 1  | Beñat Intxausti    | Movistar                | en | 3 h 43 min 25 s |
| 2  | Daniel Martin      | Garmin-Sharp            | +  | 3 s             |
| 3  | David López García | Sky                     |    | 4 s             |
| 4  | Rui Costa          | Movistar                |    | 6 s             |
| 5  | Romain Bardet      | AG2R La Mondiale        |    | 11 s            |
| 6  | Tony Martin        | Omega Pharma-Quick Step |    | 11 s            |
| 7  | Jan Bakelants      | RadioShack-Leopard      |    | 13 s            |
| 8  | Robert Gesink      | Belkin                  |    | 13 s            |
| 9  | Ivan Basso         | Cannondale              |    | 13 s            |
| 10 | Mathias Frank      | BMC Racing              |    | 18 s            |

|    | Coureur            | Équipe                  |    | Temps            |
| -- | ------------------ | ----------------------- | -- | ---------------- |
| 1  | Beñat Intxausti    | Movistar                | en | 17 h 11 min 50 s |
| 2  | Daniel Martin      | Garmin-Sharp            | +  | 10 s             |
| 3  | David López García | Sky                     |    | 13 s             |
| 4  | Rui Costa          | Movistar                |    | 18 s             |
| 5  | Romain Bardet      | AG2R La Mondiale        |    | 24 s             |
| 6  | Tony Martin        | Omega Pharma-Quick Step |    | 24 s             |
| 7  | Jan Bakelants      | RadioShack-Leopard      |    | 26 s             |
| 8  | Robert Gesink      | Belkin                  |    | 26 s             |
| 9  | Ivan Basso         | Cannondale              |    | 26 s             |
| 10 | Garikoitz Bravo    | Euskaltel Euskadi       |    | 31 s             |

### 5eétape
|    | Coureur             | Équipe                  |    | Temps           |
| -- | ------------------- | ----------------------- | -- | --------------- |
| 1  | Luka Mezgec         | Argos-Shimano           | en | 2 h 23 min 56 s |
| 2  | Nacer Bouhanni      | FDJ.fr                  | +  | m.t.            |
| 3  | Moreno Hofland      | Belkin                  |    | m.t.            |
| 4  | Matti Breschel      | Saxo-Tinkoff            |    | m.t.            |
| 5  | Roberto Ferrari     | Lampre-Merida           |    | m.t.            |
| 6  | Alexey Tsatevitch   | Katusha                 |    | m.t.            |
| 7  | Alessandro Petacchi | Omega Pharma-Quick Step |    | m.t.            |
| 8  | Rüdiger Selig       | Katusha                 |    | m.t.            |
| 9  | Yauheni Hutarovich  | AG2R La Mondiale        |    | m.t.            |
| 10 | Bernhard Eisel      | Sky                     |    | m.t.            |

|    | Coureur            | Équipe                  |    | Temps            |
| -- | ------------------ | ----------------------- | -- | ---------------- |
| 1  | Beñat Intxausti    | Movistar                | en | 19 h 35 min 46 s |
| 2  | Daniel Martin      | Garmin-Sharp            | +  | 10 s             |
| 3  | David López García | Sky                     |    | 13 s             |
| 4  | Rui Costa          | Movistar                |    | 18 s             |
| 5  | Romain Bardet      | AG2R La Mondiale        |    | 24 s             |
| 6  | Tony Martin        | Omega Pharma-Quick Step |    | 24 s             |
| 7  | Jan Bakelants      | RadioShack-Leopard      |    | 26 s             |
| 8  | Robert Gesink      | Belkin                  |    | 26 s             |
| 9  | Ivan Basso         | Cannondale              |    | 26 s             |
| 10 | Garikoitz Bravo    | Euskaltel Euskadi       |    | 31 s             |

## Classements finals

### Classement général
|    | Cycliste           | Pays      | Équipe                  |    | Temps            |
| -- | ------------------ | --------- | ----------------------- | -- | ---------------- |
| 1  | Beñat Intxausti    | Espagne   | Movistar                | en | 19 h 35 min 46 s |
| 2  | Daniel Martin      | Irlande   | Garmin-Sharp            | +  | 10 s             |
| 3  | David López García | Espagne   | Sky                     |    | 13 s             |
| 4  | Rui Costa          | Portugal  | Movistar                |    | 18 s             |
| 5  | Romain Bardet      | France    | AG2R La Mondiale        |    | 24 s             |
| 6  | Tony Martin        | Allemagne | Omega Pharma-Quick Step |    | 24 s             |
| 7  | Jan Bakelants      | Belgique  | RadioShack-Leopard      |    | 26 s             |
| 8  | Robert Gesink      | Pays-Bas  | Belkin                  |    | 26 s             |
| 9  | Ivan Basso         | Italie    | Cannondale              |    | 26 s             |
| 10 | Garikoitz Bravo    | Espagne   | Euskaltel Euskadi       |    | 31 s             |

### Classements annexes
|   | Cycliste       | Équipe        | Points |
| - | -------------- | ------------- | ------ |
| 1 | Nacer Bouhanni | FDJ.fr        | 52     |
| 2 | Luka Mezgec    | Argos-Shimano | 36     |
| 3 | Matti Breschel | Saxo-Tinkoff  | 33     |

|   | Cycliste            | Équipe          | Points |
| - | ------------------- | --------------- | ------ |
| 1 | Damiano Caruso      | Cannondale      | 49     |
| 2 | Wesley Sulzberger   | Orica-GreenEDGE | 35     |
| 3 | José Iván Gutiérrez | Movistar        | 15     |

|   | Cycliste        | Équipe            |    | Temps            |
| - | --------------- | ----------------- | -- | ---------------- |
| 1 | Romain Bardet   | AG2R La Mondiale  | en | 19 h 36 min 10 s |
| 2 | Garikoitz Bravo | Euskaltel Euskadi | +  | 7 s              |
| 3 | Carlos Betancur | AG2R La Mondiale  |    | 7 s              |

|   | Équipe           | Pays       |    | Temps            |
| - | ---------------- | ---------- | -- | ---------------- |
| 1 | BMC Racing       | États-Unis | en | 58 h 49 min 11 s |
| 2 | Movistar         | Espagne    | +  | 4 s              |
| 3 | AG2R La Mondiale | France     |    | 18 s             |

### UCI World Tour
Ce Tour de Pékin attribue des points pour l'UCI World Tour 2013, seulement aux coureurs des équipes ayant un label ProTeam.
| Position           | 1er | 2e | 3e | 4e | 5e | 6e | 7e | 8e | 9e | 10e |
| Classement général | 100 | 80 | 70 | 60 | 50 | 40 | 30 | 20 | 10 | 4   |
| Par étape          | 6   | 4  | 2  | 1  | 1  |    |    |    |    |     |

| # | Coureur | Équipe | Points |
| - | ------- | ------ | ------ |

## Évolution des classements
| Étape              | Vainqueur          | Classement général | Classement par points | Classement de la montagne | Classement du meilleur jeune | Classement par équipes |
| ------------------ | ------------------ | ------------------ | --------------------- | ------------------------- | ---------------------------- | ---------------------- |
| 1                  | Thor Hushovd       | Thor Hushovd       | Thor Hushovd          | non décerné               | Willem Wauters               | Katusha                |
| 2                  | Nacer Bouhanni     | Nacer Bouhanni     | Nacer Bouhanni        | Thomas De Gendt           | Nacer Bouhanni               | Katusha                |
| 3                  | Nacer Bouhanni     | Nacer Bouhanni     | Nacer Bouhanni        | Damiano Caruso            | Nacer Bouhanni               | BMC Racing             |
| 4                  | Beñat Intxausti    | Beñat Intxausti    | Nacer Bouhanni        | Damiano Caruso            | Romain Bardet                | Movistar               |
| 5                  | Luka Mezgec        | Beñat Intxausti    | Nacer Bouhanni        | Damiano Caruso            | Romain Bardet                | BMC Racing             |
| Classements finals | Classements finals | Beñat Intxausti    | Nacer Bouhanni        | Damiano Caruso            | Romain Bardet                | BMC Racing             |

## Liste des participants
- Liste de départ complète

| Légende | Légende                                                                                                  | Légende | Légende                                                                                         |
| ------- | --- | ------- | ----------------------------------------------------------------------------------------------- |
| Num     | Dossard de départ porté par le coureur sur ce Tour de Pékin                                              | Pos     | Position finale au classement général                                                           |
|         | Indique le vainqueur du classement général                                                               |         | Indique le vainqueur du classement de la montagne                                               |
|         | Indique le vainqueur du classement par points                                                            |         | Indique le vainqueur du classement du meilleur jeune                                            |
|         | Indique la meilleure équipe                                                                              |         |                                                                                                 |
| NP      | Indique un coureur qui n'a pas pris le départ d'une étape, suivi du numéro de l'étape où il s'est retiré | AB      | Indique un coureur qui n'a pas terminé une étape, suivi du numéro de l'étape où il s'est retiré |
| HD      | Indique un coureur qui a terminé une étape hors des délais, suivi du numéro de l'étape                   | EX      | Coureur exclu pour non-respect du règlement                                                     |
| *       | Indique un coureur en lice pour le maillot blanc (coureurs nés après le 1er janvier 1988)                |         | Indique un maillot de champion national ou mondial, suivi de sa spécialité                      |

| Omega Pharma-Quick Step OPQ | Omega Pharma-Quick Step OPQ | Omega Pharma-Quick Step OPQ |
| --------------------------- | --------------------------- | --------------------------- |
| Num                         | Coureur                     | Pos                         |
| 1                           | Tony Martin (GER)           |                             |
| 2                           | Michał Gołaś (POL)          |                             |
| 3                           | Nikolas Maes (BEL)          |                             |
| 4                           | Alessandro Petacchi (ITA)   |                             |
| 5                           | Zdeněk Štybar (CZE)         |                             |
| 6                           | Stijn Vandenbergh (BEL)     |                             |
| 7                           | Julien Vermote (BEL)*       |                             |
| 8                           | Carlos Verona (ESP)*        |                             |

| AG2R La Mondiale ALM | AG2R La Mondiale ALM         | AG2R La Mondiale ALM |
| -------------------- | ---------------------------- | -------------------- |
| Num                  | Coureur                      | Pos                  |
| 11                   | Christophe Riblon (FRA)      |                      |
| 12                   | Romain Bardet (FRA)*         |                      |
| 13                   | Carlos Betancur (COL)*       |                      |
| 14                   | Maxime Bouet (FRA)           |                      |
| 15                   | Yauheni Hutarovich (BLR)     |                      |
| 16                   | Blel Kadri (FRA)             |                      |
| 17                   | Rinaldo Nocentini (ITA)      |                      |
| 18                   | Jean-Christophe Péraud (FRA) |                      |

| Astana AST | Astana AST              | Astana AST |
| ---------- | ----------------------- | ---------- |
| Num        | Coureur                 | Pos        |
| 21         | Francesco Gavazzi (ITA) |            |
| 22         | Valerio Agnoli (ITA)    |            |
| 23         | Borut Božič (SLO)       |            |
| 24         | Janez Brajkovič (SLO)   |            |
| 25         | Evan Huffman (USA)*     |            |
| 26         | Arman Kamyshev (KAZ)*   |            |
| 27         | Simone Ponzi (ITA)      |            |
| 28         | Ruslan Tleubayev (KAZ)  |            |

| Belkin BEL | Belkin BEL              | Belkin BEL |
| ---------- | ----------------------- | ---------- |
| Num        | Coureur                 | Pos        |
| 31         | Robert Gesink (NED)     |            |
| 32         | Marc Goos (NED)         |            |
| 33         | Moreno Hofland (NED)*   |            |
| 34         | Wilco Kelderman (NED)*  |            |
| 35         | Tom Leezer (NED)        |            |
| 36         | Paul Martens (GER)      |            |
| 37         | Jos van Emden (NED)     |            |
| 38         | Dennis van Winden (NED) |            |

| BMC Racing BMC | BMC Racing BMC           | BMC Racing BMC |
| -------------- | ------------------------ | -------------- |
| Num            | Coureur                  | Pos            |
| 41             | Thor Hushovd (NOR)       | AB-3           |
| 42             | Steve Cummings (GBR)     |                |
| 43             | Mathias Frank (SUI)      |                |
| 44             | Martin Kohler (SUI)      |                |
| 45             | Marcus Burghardt (GER)   |                |
| 46             | Dominik Nerz (GER)*      |                |
| 47             | Lawrence Warbasse (USA)* |                |
| 48             | Marco Pinotti (ITA)      |                |

| Cannondale CAN | Cannondale CAN             | Cannondale CAN |
| -------------- | -------------------------- | -------------- |
| Num            | Coureur                    | Pos            |
| 51             | Ivan Basso (ITA)           |                |
| 52             | Damiano Caruso (ITA)       |                |
| 53             | Tiziano Dall'Antonia (ITA) |                |
| 54             | Michel Koch (GER)*         |                |
| 55             | Matthias Krizek (AUT)      |                |
| 56             | Daniele Ratto (ITA)*       |                |
| 57             | Elia Viviani (ITA)*        |                |
| 58             | Cameron Wurf (AUS)         |                |

| Euskaltel Euskadi EUS | Euskaltel Euskadi EUS       | Euskaltel Euskadi EUS |
| --------------------- | --------------------------- | --------------------- |
| Num                   | Coureur                     | Pos                   |
| 61                    | Mikel Landa (ESP)*          |                       |
| 62                    | Mikel Astarloza (ESP)       |                       |
| 63                    | Garikoitz Bravo (ESP)*      |                       |
| 64                    | Ricardo García Ambroa (ESP) |                       |
| 65                    | Juan José Lobato (ESP)      |                       |
| 66                    | Juan José Oroz (ESP)        |                       |
| 67                    | Pablo Urtasun (ESP)         |                       |
| 68                    | Gorka Verdugo (ESP)         |                       |

| FDJ.fr FDJ | FDJ.fr FDJ              | FDJ.fr FDJ |
| ---------- | ----------------------- | ---------- |
| Num        | Coureur                 | Pos        |
| 71         | Nacer Bouhanni (FRA)*   |            |
| 72         | Arnaud Courteille (FRA) |            |
| 73         | Cédric Pineau (FRA)     |            |
| 74         | Johan Le Bon (FRA)*     |            |
| 75         | Dominique Rollin (CAN)  |            |
| 76         | Anthony Roux (FRA)      |            |
| 77         | Jérémy Roy (FRA)        |            |
| 78         | Jussi Veikkanen (FIN)   |            |

| Garmin-Sharp GRS | Garmin-Sharp GRS      | Garmin-Sharp GRS |
| ---------------- | --------------------- | ---------------- |
| Num              | Coureur               | Pos              |
| 81               | Daniel Martin (IRL)   |                  |
| 82               | Jack Bauer (NZL)      |                  |
| 83               | Nathan Haas (AUS)*    |                  |
| 84               | Lachlan Morton (USA)  |                  |
| 85               | Nick Nuyens (BEL)     |                  |
| 86               | Jacob Rathe (USA)*    |                  |
| 87               | Steele Von Hoff (AUS) |                  |
| 88               | Fabian Wegmann (GER)  |                  |

| Katusha KAT | Katusha KAT              | Katusha KAT |
| ----------- | ------------------------ | ----------- |
| Num         | Coureur                  | Pos         |
| 91          | Vladimir Gusev (RUS)     |             |
| 92          | Marco Haller (AUT)*      |             |
| 93          | Petr Ignatenko (RUS)     |             |
| 94          | Dmitry Kozontchuk (RUS)  |             |
| 95          | Timofey Kritskiy (RUS)   |             |
| 96          | Rüdiger Selig (GER)*     |             |
| 97          | Alexey Tsatevitch (RUS)* |             |
| 98          | Anton Vorobyev (RUS)     |             |

| Lampre-Merida LAM | Lampre-Merida LAM      | Lampre-Merida LAM |
| ----------------- | ---------------------- | ----------------- |
| Num               | Coureur                | Pos               |
| 101               | Roberto Ferrari (ITA)  |                   |
| 102               | Matteo Bono (ITA)      |                   |
| 103               | Davide Cimolai (ITA)*  |                   |
| 104               | Massimo Graziato (ITA) |                   |
| 105               | Andrea Palini (ITA)*   |                   |
| 106               | Davide Viganò (ITA)    | AB-2              |
| 107               | Luca Wackermann (ITA)* |                   |
| 108               | Jan Polanc (SLO)*      |                   |

| Lotto-Belisol LTB | Lotto-Belisol LTB         | Lotto-Belisol LTB |
| ----------------- | ------------------------- | ----------------- |
| Num               | Coureur                   | Pos               |
| 111               | Adam Hansen (AUS)         |                   |
| 112               | Olivier Kaisen (BEL)      |                   |
| 113               | Sander Cordeel (BEL)      |                   |
| 114               | Jonas Van Genechten (BEL) |                   |
| 115               | Tosh Van der Sande (BEL)* |                   |
| 116               | Maarten Neyens (BEL)      |                   |

| Movistar MOV | Movistar MOV              | Movistar MOV |
| ------------ | ------------------------- | ------------ |
| Num          | Coureur                   | Pos          |
| 121          | Rui Costa (POR)           |              |
| 122          | Andrey Amador (CRC)       |              |
| 123          | Alex Dowsett (GBR)        |              |
| 124          | José Iván Gutiérrez (ESP) |              |
| 125          | Jesús Herrada (ESP)*      |              |
| 126          | Beñat Intxausti (ESP)     |              |
| 127          | Enrique Sanz (ESP)*       |              |
| 128          | Giovanni Visconti (ITA)   |              |

| Orica-GreenEDGE OGE | Orica-GreenEDGE OGE     | Orica-GreenEDGE OGE |
| ------------------- | ----------------------- | ------------------- |
| Num                 | Coureur                 | Pos                 |
| 131                 | Pieter Weening (NED)    |                     |
| 132                 | Wesley Sulzberger (AUS) |                     |
| 133                 | Mitchell Docker (AUS)   |                     |
| 134                 | Luke Durbridge (AUS)*   |                     |
| 135                 | Michael Hepburn (AUS)*  |                     |
| 136                 | Michael Matthews (AUS)* |                     |
| 137                 | Christian Meier (CAN)   |                     |
| 138                 | Cameron Meyer (AUS)     |                     |

| RadioShack-Leopard RLT | RadioShack-Leopard RLT | RadioShack-Leopard RLT |
| ---------------------- | ---------------------- | ---------------------- |
| Num                    | Coureur                | Pos                    |
| 141                    | Maxime Monfort (BEL)   |                        |
| 142                    | Matthew Busche (USA)   |                        |
| 143                    | Danilo Hondo (GER)     |                        |
| 144                    | Bob Jungels (LUX)*     |                        |
| 145                    | Nélson Oliveira (POR)* |                        |
| 146                    | Hayden Roulston (NZL)  |                        |
| 147                    | George Bennett (NZL)*  |                        |

| Sky SKY | Sky SKY                  | Sky SKY |
| ------- | ------------------------ | ------- |
| Num     | Coureur                  | Pos     |
| 151     | Richie Porte (AUS)       |         |
| 152     | Ian Boswell (USA)*       |         |
| 153     | Joe Dombrowski (USA)*    |         |
| 154     | Joshua Edmondson (GBR)*  |         |
| 155     | Bernhard Eisel (AUT)     |         |
| 156     | Mathew Hayman (AUS)      |         |
| 157     | David López García (ESP) |         |

| Argos-Shimano ARG | Argos-Shimano ARG        | Argos-Shimano ARG |
| ----------------- | ------------------------ | ----------------- |
| Num               | Coureur                  | Pos               |
| 161               | Ji Cheng (CHN)           |                   |
| 162               | Jonas Ahlstrand (SWE)*   |                   |
| 163               | Tobias Ludvigsson (SWE)* |                   |
| 164               | Luka Mezgec (SLO)        |                   |
| 165               | Thomas Peterson (USA)    |                   |
| 166               | Albert Timmer (NED)      |                   |
| 167               | Tom Veelers (NED)        |                   |
| 168               | Yan Dong Xing (CHN)      |                   |

| Saxo-Tinkoff TST | Saxo-Tinkoff TST        | Saxo-Tinkoff TST |
| ---------------- | ----------------------- | ---------------- |
| Num              | Coureur                 | Pos              |
| 171              | Matti Breschel (DEN)    |                  |
| 172              | Manuele Boaro (ITA)     |                  |
| 173              | Jonathan Cantwell (AUS) |                  |
| 174              | Jay McCarthy (AUS)*     |                  |
| 175              | Takashi Miyazawa (JPN)  |                  |
| 176              | Evgueni Petrov (RUS)    |                  |
| 177              | Michael Rogers (AUS)    |                  |
| 178              | Rory Sutherland (AUS)   |                  |

| Vacansoleil-DCM VCD | Vacansoleil-DCM VCD       | Vacansoleil-DCM VCD |
| ------------------- | ------------------------- | ------------------- |
| Num                 | Coureur                   | Pos                 |
| 181                 | Juan Antonio Flecha (ESP) |                     |
| 182                 | Thomas De Gendt (BEL)     |                     |
| 183                 | Maurits Lammertink (NED)* |                     |
| 184                 | Pim Ligthart (NED)        |                     |
| 185                 | Barry Markus (NED)*       |                     |
| 186                 | Wouter Mol (NED)          |                     |
| 187                 | Kenny van Hummel (NED)    |                     |
| 188                 | Willem Wauters (BEL)*     |                     |

| Champion System CSS | Champion System CSS     | Champion System CSS |
| ------------------- | ----------------------- | ------------------- |
| Num                 | Coureur                 | Pos                 |
| 191                 | Chris Butler (USA)      |                     |
| 192                 | Matthew Brammeier (IRL) |                     |
| 193                 | Ryota Nishizono (JPN)   |                     |
| 194                 | Chan Jae Jang (KOR)*    |                     |
| 195                 | Jiao Pengda (CHN)       |                     |
| 196                 | Biao Liu (CHN)          |                     |
| 197                 | Xu Gang (CHN)           |                     |
| 198                 | Chad Beyer (USA)        |                     |